# Nizozemsko na Letních olympijských hrách 1952
Nizozemsko na Letních olympijských hrách 1952 ve finských Helsinkách reprezentovala ve 14 sportech výprava 104 sportovců, z toho 78 mužů a 26 žen.

## Medailisté
| Medaile | Jméno | Sport         | Disciplína                          |
| ------- | --- | ------------- | ----------------------------------- |
| Stříbro | Bertha Brouwerová | Atletika      | Ženy běh na 200 m                   |
| Stříbro | Jules Ancion André Boerstra Harry Derckx Han Drijver Dick Esser Roepie Kruize Dick Loggere Lau Mulder Eddy Tiel Wim van Heel Henk Wery | Pozemní hokej | Turnaj mužů                         |
| Stříbro | Hannie Termeulen | Plavání       | Ženy 100 m volný způsob             |
| Stříbro | Geertje Wielema | Plavání       | Ženy 100 m znak                     |
| Stříbro | Irma Heijting-Schuhmacher Hannie Termeulen Marie-Louise Linssen-Vaessen Koosje van Voorn                                               | Plavání       | Ženy štafeta 4 × 100 m volný způsob |